# Tipula hadrostyla
Tipula hadrostyla är en tvåvingeart som beskrevs av Alexander 1970. Tipula hadrostyla ingår i släktet Tipula och familjen storharkrankar. Inga underarter finns listade i Catalogue of Life.